# PLEKHA1
PLEKHA1‏ (Pleckstrin homology domain containing A1) هوَ بروتين يُشَفر بواسطة جين PLEKHA1 في الإنسان.

## التفاعل
لقد ثبت أن PLEKHA1 يتفاعل مع MPDZ.